# Galina Kukleva
Galina Aleksejevna Kukleva (ryska: Галина Алексеевна Куклева), född den 21 november 1972 i Isjimbaj, Basjkirien, Sovjetunionen, är en rysk före detta skidskytt som tävlade från 1993 till 2003.
Kukleva vann totalt nio tävlingar i världscupen i skidskytte under sin karriär. Hon deltog i två olympiska spel och tog totalt tre medaljer. Vid OS 1998 i Nagano vann hon sprinttävlingen sju tiondelar före tyskan Uschi Disl. Kukleva körde även andra sträckan i det ryska stafettlag som slutade tvåa efter Tyskland i stafetten. Vid OS 2002 i Salt Lake City blev Kukleva bäst femma individuellt vilket var vid jaktstarten. Däremot blev hon bronsmedaljör med det ryska stafettlaget.
I VM-sammanhang har Kukleva deltog hon i alla VM från 1995 till 2003 och tog totalt sex medaljer. Av dessa kom fem i stafett och den enda individuella medaljen kom vid VM 2000 i Oslo där hon slutade tvåa i masstarten slagen av norskan Liv Grete Poirée.